# Rhesala circuluncus
Rhesala circuluncus là một loài bướm đêm trong họ Noctuidae.